# Lungime de undă

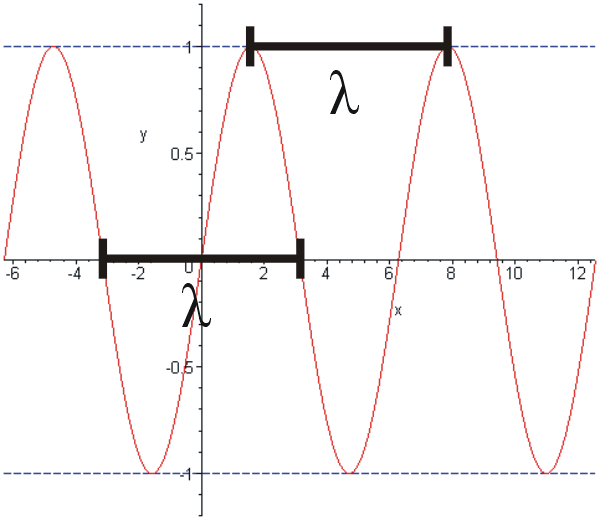
Reprezentare grafică a lungimii de undă

În fizică, lungimea de undă (notată cu {\displaystyle \lambda \,}) a unei unde sinusoide este o mărime fizică ce caracterizează perioada spațială a undei.   O unda este compusa din valuri, iar lungimea de unda este distanta dintre doua valuri, altfel spus, distanta dintre varful unui val si varful valului urmator. Lungimea de unda este si distanța dintre două puncte din spațiu între care defazajul relativ al oscilațiilor este de 2π radiani. 
Astfel de fenomene pot fi de exemplu undele electromagnetice (lumina, undele radio etc.) și undele mecanice (sunetele, undele seismice etc.). Prin extensie, pentru orice fenomen care se repetă în spațiu, perioada de repetare se poate numi lungime de undă. De exemplu în matematică dacă o funcție sinusoidală are ca argument poziția în spațiu, atunci distanța la care funcția își repetă valorile se numește lungime de undă.
Lungimea de undă este legată de viteza de propagare a undei respective și de frecvența ei prin relația
{\displaystyle \lambda ={\frac {v}{f}}=vT}
unde simbolurile reprezintă:
λ = lungimea de undă,
v = viteza de propagare a undei în mediul respectiv,
f = frecvența undei, inversa perioadei temporale,
T = perioada undei.
În cazul luminii viteza se notează de obicei cu litera c și este 299.792.458 m/s în vid (valoare exactă, prin definiția metrului) și doar puțin mai mică în aer. În cazul undelor sonore propagate în aer viteza este de aproximativ 343 m/s la temperatura de 20°C.
Lungimea de undă are un sens bine definit numai în cazul unei unde monocromatice, adică de o singură frecvență și ale cărei oscilații se repetă la infinit. În acest caz idealizat, lungimea de undă este cea mai mică mărime λ care îndeplinește relația
{\displaystyle u(x)=u(x+k\lambda )\,}
unde u este parametrul oscilant al undei (de exemplu intensitatea câmpului electric în cazul unei unde electromagnetice, presiunea instantanee locală a mediului în cazul undelor sonore, etc.), x este poziția de-a lungul direcției de propagare a undei, iar k este un număr întreg. Trebuie precizat că formula anterioară este riguros exactă numai în cazul undelor plane care se propagă într-un mediu omogen.
În timp ce lungimea de undă depinde de mediul în care se propagă unda, frecvența undei este constantă, cel puțin în cazul în care sursa, receptorul și mediul de propagare sunt în repaus relativ. De aceea, în precizarea parametrilor undei se preferă adesea frecvența acesteia. Dacă totuși o undă este descrisă prin lungimea de undă a oscilațiilor sale, trebuie precizat sau convenit mediul de propagare. De exemplu, în cazul luminii, există convenția de a considera că toate lungimile de undă se referă la propagarea în vid.